# Corneliu Zelea Codreanu

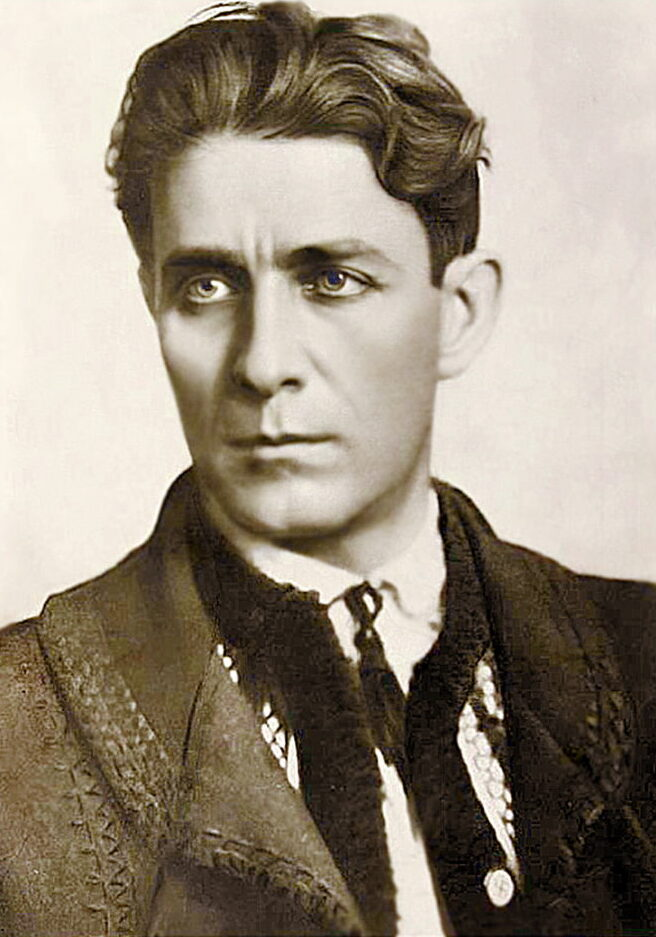
Corneliu Zelea Codreanu

Corneliu Zelea Codreanu (Ausspracheⓘ; * 13. Septemberjul. / 25. September 1899greg. als Corneliu Zelinschi in Iași; † 30. November 1938 bei Tâncăbești) war ein faschistischer rumänischer Politiker. Von 1927 bis 1938 war er als Căpitanul („Hauptmann, Kapitän“) Führer der faschistischen Bewegung „Legion Erzengel Michael“, deren politischer Arm ab 1930 die Eiserne Garde wurde.

## Herkunft
Corneliu war das älteste Kind von Ion Zelinschi (1878–1941) und dessen Ehefrau Elisa (geborene Brauner). Der Großvater der Mutter war aus Bayern in die damals zu Österreich gehörende Bukowina gezogen und hatte in Suceava als Zollbeamter gearbeitet.
Der Vater Corneliu Codreanus war in der Bukowina aufgewachsen, als junger Mann nach Rumänien ausgewandert und als Deutschlehrer tätig. Er legte großen Wert auf seine „rumänischen Wurzeln“ und änderte deshalb 1902 den (ursprünglich offenbar polnischen) Familiennamen in „Zelea Codreanu“.
Codreanus Vater behauptete immer wieder – um seine Wurzeln möglichst „reinrassig“ darzustellen –, dass sein Großvater ein ethnischer Rumäne mit dem Namen Zelea oder Zale gewesen und aus dem Komitat Máramaros in die Bukowina eingewandert sei. Dort habe die österreichische Verwaltung im weiteren Verlauf den Namen polonisiert (Zieliński).
Die schriftlichen Unterlagen geben hierüber keinen Aufschluss. Im Jahr 1938 erstellten Polizeibehörden in Czernowitz, das damals rumänisch war und Cernăuți hieß, einen Stammbaum des damals inhaftierten Corneliu Zelea Codreanu. Dieser Stammbaum reichte in männlicher Linie bis zu dem erwähnten Urgroßvater mit dem Namen Simion Dielinschi (1822–1887) zurück. Dessen Nationalität wurde mit „wahrscheinlich russisch“ angegeben. Des Weiteren wurden väterlicherseits ukrainische, mütterlicherseits neben den deutschen polnische, tschechische und ukrainische Vorfahren aufgeführt.
Der Vater habe als Schüler den Atheismus propagiert und sei im anschließenden Studium durch „Arroganz“ und „Größenwahn“ aufgefallen. Auch war die Familie des Vaters extrem gewalttätig: der Großvater soll seine erste Frau erschlagen haben und der Vater bereits in der Schule durch Gewalt gegen Mitschüler aufgefallen sein. Sein Vater habe davon gesprochen, später „Präsident Rumäniens“ zu werden.
Zu diesem Stammbaum und den sonstigen z. T. falschen Angaben ist einschränkend zu sagen, dass sie zu einem Zeitpunkt erstellt wurden, zu dem die staatlichen Behörden alles daran setzten, Codreanu bei seinen Anhängern zu diskreditieren. Die Angaben über die extreme Gewalttätigkeit in Codreanus Familie und seine nicht rumänischen, sondern deutschen und polnischen Vorfahren sind jedoch vielfach und eindeutig belegt.
Das Leben Ion Zelea Codreanus und das seiner Familie (Corneliu Codreanu wuchs mit vier Brüdern und zwei Schwestern auf) war von einem „wilden und gnadenlosen Antisemitismus“ geprägt.
Als 1910 Alexandru C. Cuza und Nicolae Iorga die antisemitische „National-Demokratische Partei“ gründeten, wurde Ion Zelea Codreanu deren eifriger und ergebener Anhänger.

## Kindheit und Jugend
Corneliu Zelea Codreanu besuchte die Grundschule in Iași und Huși. 1912 wechselte er auf eine Militärschule in Mănăstirea Dealu bei Târgoviște. Hier habe Codreanu nach eigener Aussage „eine strenge militärische Erziehung erfahren und einen gesunden Glauben an die eigene Kraft mitbekommen“.
Während des Eintritts Rumäniens in den Ersten Weltkrieg Ende August 1916 befand sich Codreanu zu Hause bei seiner Mutter in Huși. Sein Vater war schon zwei Jahre zuvor zur Armee einberufen worden. Codreanu, der zu diesem Zeitpunkt erst 17 Jahre alt war, suchte die Einheit seines Vaters im Tal des Flusses Oituz auf, um als Freiwilliger zu dienen. Dies wurde vom Regimentskommandeur aufgrund Codreanus Alter abgelehnt. Trotzdem begleitete er mehrere Wochen lang seinen Vater, bevor er von ihm nach Hause geschickt wurde, um sich um seine Familie in Huși zu kümmern.
Die Militärschule im Kloster von Dealu war inzwischen von den Mittelmächten besetzt worden. Von September 1917 bis Juli 1918 setzte Codreanu seine militärische Ausbildung an der Infanterieschule in Botoșani fort; anschließend kehrte er nach Huși zurück und legte dort im Herbst 1919 das Abitur ab.
Zuvor – im Frühjahr 1919 – gründete er in einem Wald nahe seiner Heimatstadt gemeinsam mit etwa 20 Mitschülern erstmals eine Organisation, deren Ziel es war, im Falle eines Einmarsches revolutionärer russischer Truppen gegen Kommunisten und Juden zu kämpfen. Zu diesem Zweck bewaffnete sich die Gruppe und führte im Wald militärische Übungen durch.

## Studium
Anschließend begann Codreanu in Iași ein Jura-Studium. Dort kam er in engeren Kontakt mit Alexandru C. Cuza, dem Freund seines Vaters. Cuza war in Iași als Professor für Wirtschaftswissenschaften tätig. Codreanu unterstützte dort die „Garda Conștiinței Naționale“ (Garde des Nationalbewusstseins), deren Vorsitzender der Klempner und Elektriker Constantin Pancu war.
Unter Nicolae Iorgas Losung „Rumänien den Rumänen, und nur den Rumänen“ wurden dabei nationalistische, antisemitische und proletarische Forderungen vereint. In bestreikten Unternehmen organisierte Codreanu den Einsatz von Streikbrechern und hisste rumänische Nationalflaggen anstelle der dortigen roten Fahnen.
Cuza beauftragte Codreanu, entsprechende studentische Aktivitäten in Iași zu organisieren. Auf dem ersten gesamtrumänischen Studentenkongress im September 1920 in Cluj setzte Codreanu gegen den anfänglichen Widerstand einer Mehrheit durch, dass jüdische Studenten auch weiterhin aus den Studentenverbänden ausgeschlossen blieben.
Auch in Iași war Codreanu in seinem studentischen Umfeld aktiv. So protestierte er 1920 dagegen, dass – anders als früher – das Semester nicht mehr mit einer rumänisch-orthodoxen Messe eröffnet werden sollte. Dafür wurde er zwar von gegnerischen Studenten verprügelt, konnte sein Ziel jedoch durchsetzen. Mit Gleichgesinnten sprengte er Versammlungen linker Studenten, drang in Redaktionsräume und Druckereien liberaler – von ihm als „jüdisch-kommunistisch“ angesehener – Zeitungen ein, griff die dortigen Mitarbeiter an und zerstörte Druckereieinrichtungen.
Diese Vorkommnisse veranlassten die Universitätsleitung Codreanu vom Studium auszuschließen. Die Führung der Juristischen Fakultät jedoch schlug sich auf Codreanus Seite, erklärte die Fakultät für unabhängig und erlaubte Codreanu, sein Studium fortzusetzen. Das Rektorat wiederum weigerte sich später, Codreanu trotz bestandener Prüfungen das Diplom zu verleihen.
1922 gründete Codreanu an der Universität eine „Vereinigung christlicher Studenten“. Mitglieder dieser Gruppe stürmten z. B. Säle, in denen eine Theatergruppe ein Stück in jiddischer Sprache aufführen wollte, und vertrieben die Schauspieler von der Bühne. Durch die maßgeblich von ihm initiierten Studentendemonstrationen 1922 sollte die Regierung veranlasst werden, einen Numerus clausus einzuführen, der Juden von der Hochschulbildung weitgehend ausgeschlossen hätte.
Nach Abschluss seines Jurastudiums in Iași wechselte Codreanu im Herbst 1922 an die Berliner Universität, um dort ein Studium der Volkswirtschaftslehre zu beginnen, aber wohl in erster Linie, um internationale Kontakte im Kampf gegen die Juden zu knüpfen.
Mangels finanzieller Mittel zog er im Dezember 1922 nach Jena um, da dort die Lebenshaltungskosten niedriger waren. Hier blieb er jedoch nur kurze Zeit. Ob Codreanu an den deutschen Universitäten Lehrveranstaltungen besuchte, ist unklar; sein Studium in Jena ist in den Unterlagen nicht nachweisbar. Insgesamt war er von der seiner Meinung nach mangelnden antisemitischen Einstellung der meisten deutschen Studenten enttäuscht. Als er von Studentenunruhen in Rumänien hörte, die vor allem gegen die „Judenpresse“ gerichtet waren, kehrte er nach Iași zurück.

## Zunehmende Radikalisierung und eskalierende Gewalt
Nachdem sich kurz zuvor Cuza und Iorga zerstritten hatten und ihre National-Demokratische Partei zerfallen war, gründete Cuza Anfang März 1923 die „Liga Apărării Național Creștine“ (LANC, Liga zur Christlich-Nationalen Verteidigung) und benutzte das Hakenkreuz als deren Symbol. Codreanu stellte sich in seinen Memoiren als die treibende Kraft bei der Parteigründung dar. Er begann im Auftrag Cuzas, in ganz Rumänien die neue Partei zu organisieren.
Die Gesetzgebung der liberalen Regierung unter Ion I. C. Brătianu, die den Juden – ebenfalls im März 1923 – die rumänische Staatsbürgerschaft ermöglichte, betrachtete Codreanu als Verrat. Im gleichen Monat zog er gegen Mitternacht mit einigen Anhängern in ein armes jüdisches Viertel in Iași, um Anwohner zu belästigen und zu randalieren. Dabei wurde er erstmals verhaftet und zu einer Woche Gefängnis verurteilt.

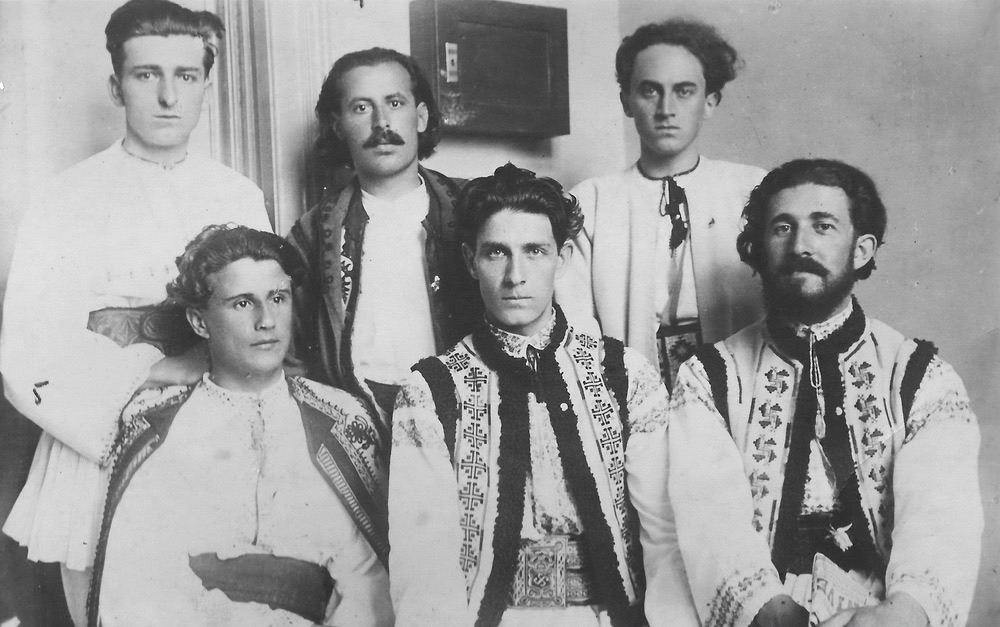
Codreanu (vorn Mitte) mit seinen Mitverschwörern

Da Codreanu auf „legalem“ Wege seine Ziele nicht erreichte, beschlossen er und sieben andere nationalistische Studenten, wichtige jüdische Persönlichkeiten, aber auch christliche Politiker zu ermorden. Vorgesehen waren Attentate u. a. auf Arbeitsminister George G. Mârzescu, Agrarminister Alexandru C. Constantinescu, einige Rabbiner in Bukarest, jüdische Bankiers sowie auf Herausgeber liberaler Zeitungen. Vor der Ausführung wurde die Aktion von einem Beteiligten verraten und die ganze Gruppe am 8. Oktober 1923 verhaftet. Bereits beim ersten Verhör schilderte Codreanu offen die geplanten Aktionen und die Beweggründe. Es folgte eine mehrmonatige Haft im Bukarester Kloster Văcărești. In dieser Zeit arbeitete Codreanu einen Organisationsplan aus mit dem Ziel, die Jugend Rumäniens für seine Sache zu gewinnen. In der Gefängniskapelle war ein Bild des Erzengels Michael angebracht, das Codreanu so beeindruckte, dass er sich entschloss, seine Bewegung nach ihm zu benennen. Diese Jugendorganisation sollte innerhalb der LANC tätig werden. Wieder gelang es den Anhängern Codreanus, tausende Menschen zu mobilisieren, die vor dem Gerichtsgebäude für ihn demonstrierten.
Ein Mitverschwörer (Ion I. Moța) schoss im Gerichtsgebäude auf den als Zeugen auftretenden Verräter mit einer eingeschmuggelten Pistole und verletzte ihn. Abgesehen von Moța wurde die gesamte Gruppe am 29. März 1924 freigesprochen, Moța selbst einige Wochen später.

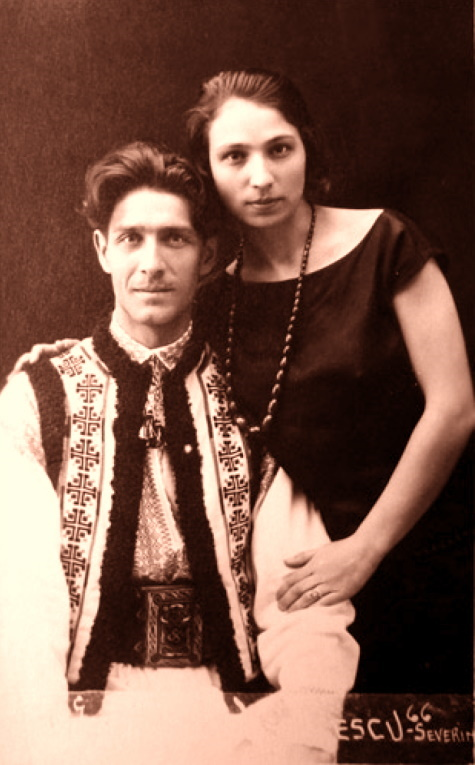
Codreanu mit seiner Ehefrau Elena Ilinoiu (1925)

Nachdem Codreanu den örtlichen Polizeibehörden mehrfach negativ aufgefallen war, ließ Constantin Manciu, der Polizeipräfekt in Iași, ihn sowie einige seiner Anhänger wiederholt festnehmen und misshandeln. Am 25. Oktober 1924 erschoss Codreanu den Polizeipräfekten im Gerichtsgebäude und verletzte zwei weitere Polizisten. Unmittelbar nach der Tat gab Codreanu zu, dass er sich an Manciu wegen der vorangegangenen Übergriffe habe rächen wollen. Der Prozess gegen Codreanu begann im März 1925 in Focșani. In dieser Stadt lebte eine größere jüdische Minderheit; die Atmosphäre unter der rumänischen Mehrheitsbevölkerung wurde von Zeitgenossen als antisemitisch aufgeladen beschrieben. Da dies einen erkennbaren Einfluss auf den Verlauf des Prozesses hatte, wurde am 17. März die Verhandlung vertagt und ins weit entfernte Turnu Severin im Südwesten des Landes verlegt. Auf diese Entscheidung hin kam es durch Unterstützer Codreanus zu schweren Unruhen mit pogromartigen Ausschreitungen in Focșani. Die offenbar eingeschüchterte Polizei ließ die Ruhestörer weitgehend gewähren. Auch im kleineren und abgelegenen Turnu Severin gelang es Codreanus Unterstützern, eine Atmosphäre der Sympathie für ihn zu erzeugen. Hunderte, später tausende nationalistische Studenten reisten nach Turnu Severin, ermutigten die Einwohner, Porträts von Codreanu in ihre Fenster zu stellen und hielten täglich Zusammenkünfte ab. Am Vorabend der Verhandlung prägten Nationalfahnen mit Hakenkreuzen die ganze Stadt. Die rumänische Rechtsanwaltskammer beschloss, dass keines ihrer Mitglieder die Witwe Mancius vertreten dürfe. Die Verhandlung dauerte eine Woche und fand im Theater der Stadt statt. Der Staatsanwalt plädierte zwar auf „schuldig“, führte aber selbst mildernde Umstände an und stellte Codreanu als „entschlossenen Patrioten“ dar. Codreanu selbst berief sich nunmehr auf Notwehr und wurde vom Vorwurf des Mordes freigesprochen. Die Geschworenen trugen anlässlich des Urteils Bänder in den rumänischen Nationalfarben sowie mit dem Hakenkreuz. Zudem ließen sie sich nach dem Urteil auf einem Gruppenfoto mit Codreanu abbilden.
Am 14. Juni 1925 – einen Monat nach seinem Freispruch – inszenierte Codreanu seine Hochzeit mit Elena Ilinoiu, der Tochter eines Eisenbahners, in Focșani in Form eines Massenereignisses mit zehntausenden Zuschauern. Einen Monat später übernahm er die Patenschaft für mehr als einhundert Kinder, die seit dem Tag seiner Hochzeit geboren worden waren. Die Ehe Codreanus blieb kinderlos; das Paar adoptierte eine Tochter von Codreanus Bruder Horia. Später – ab 1933 in Bukarest – lebte das Paar in einer Art Kommune mit mehreren Anhängern und weiteren, faktisch adoptierten Kindern aus mittellosen Familien.

## Gründung der Legionärsbewegung

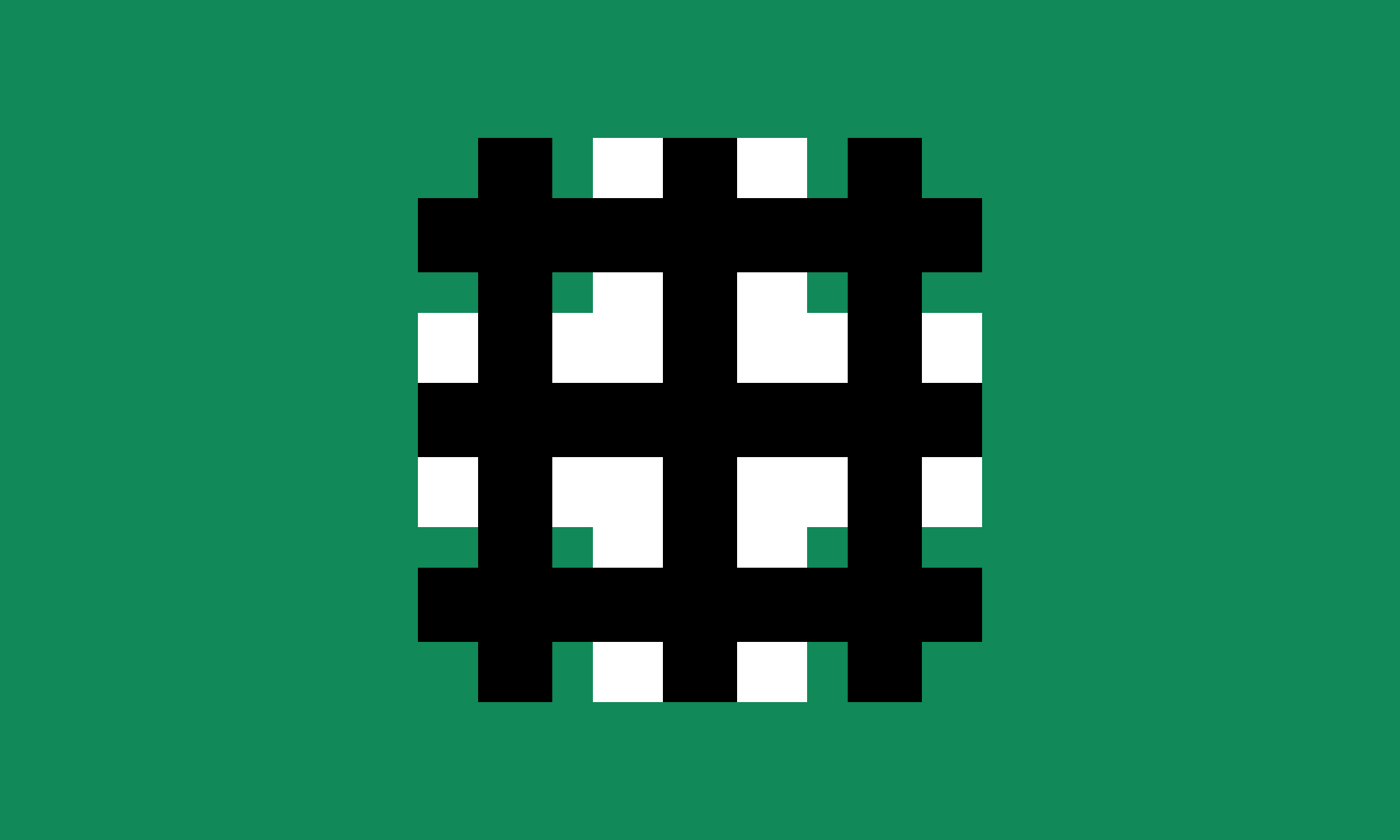
Flagge der Legionärsbewegung

1926 zog Codreanu gemeinsam mit seinem Freund Ion I. Moța zum Studium der Volkswirtschaft nach Grenoble. Im Mai 1927 – nach Abschluss seines Studiums – kehrte er nach Bukarest zurück, als er hörte, dass die LANC, die inzwischen mit zehn Abgeordneten ins rumänische Parlament eingezogen war, sich gespalten hatte. Hierfür machte er in erster Linie die mangelnden Führungsqualitäten Cuzas verantwortlich.
Codreanu beschloss daraufhin, eine eigene Organisation zu gründen. Dies tat er am 24. Juni 1927 gemeinsam mit seinen ehemaligen Mithäftlingen aus Văcărești und nannte die neue Bewegung „Legion des Erzengels Michael“ (Legiunea Arhanghelului Mihail). Mit seinem ersten Befehl setzte er sich als Führer der Bewegung ein. Von seinen Mitstreitern verlangte er absoluten Gehorsam. Ein schriftlich fixiertes Programm gab es zunächst nicht; das Programm war laut Codreanu „mein kämpferisches Leben und die heldische Haltung meiner Kameraden, die mit mir im Gefängnis gelitten hatten.“ Die Bewegung sollte „in erster Linie eine Schule und eine Armee und nicht eine politische Partei“ sein.
Es gelang Codreanu im Streit mit Cuza allerdings nicht, die Mehrheit der LANC-Mitglieder auf seine Seite zu ziehen. Insbesondere die meisten Studenten blieben zunächst Anhänger Cuzas.
Von Beginn an spielten mystische Elemente in der Bewegung eine wesentliche Rolle. So mussten die Mitglieder der Gruppe abwechselnd das Bild des Erzengels Michael bewachen, das in ihrem selbsterrichteten Haus in Iași angebracht war. Äußerliches Erkennungsmerkmal der Bewegung war ein grünes Hemd. Ab August 1927 wurde die Zeitschrift „Pământul Strămoșesc“ (Erde der Ahnen) herausgegeben, die zweimal monatlich erschien.
Codreanu versuchte zunächst, sich ganz der Legionärsbewegung zu widmen. Aus Geldmangel sah er sich jedoch im Herbst 1928 genötigt, eine Rechtsanwaltskanzlei in Ungheni zu eröffnen. Nachdem Codreanu seine Legionärsbewegung zunächst wie eine Art Orden ohne große Außenwirksamkeit geführt hatte, entschloss er sich im Dezember 1929, seine Ansichten offensiv im Volk zu verbreiten. Hauptmittel dafür waren Märsche, bei denen er an der Spitze seines Gefolges von Dorf zu Dorf ritt und in den Orten jeweils kurze Versammlungen abhielt.

## Gründung der Eisernen Garde und Tätigkeit als Abgeordneter
Im Frühjahr 1930 gründete Codreanu die „Eiserne Garde“ (Garda de Fier). Sie war als nationale Organisation konzipiert, in der die Legionärsbewegung das Rückgrat darstellen, die aber auch andere antisemitische und nationalistische Gruppen umfassen sollte. Da Codreanu auch hier der unumstrittene Führer war und die Eiserne Garde auch weiterhin im Wesentlichen aus der Legionärsbewegung bestand, wurden beide Begriffe in der Öffentlichkeit und teilweise auch in der Literatur weitgehend synonym verwendet.
Codreanu kam erneut mit der Justiz in Konflikt, als er das Attentat eines Nationalisten auf den Staatssekretär Constantin Angelescu (21. Juli 1930) gutgeheißen hatte. Wie bei seinen früheren Prozessen wurde er jedoch von sympathisierenden oder eingeschüchterten Richtern oder Geschworenen am 30. August freigesprochen.
Die Eiserne Garde organisierte in rascher Folge und großer Anzahl Aufmärsche und Veranstaltungen. Nachdem es in der Maramureș zu Ausschreitungen kam und nach dem Mordanschlag eines Legionärs auf einen Zeitungsverleger wurden die Legionärsbewegung und die Eiserne Garde im Dezember 1930 erstmals verboten. Einige Führer einschließlich Codreanu wurden verhaftet, jedoch nach drei Monaten freigesprochen.
Obwohl Codreanu die Demokratie prinzipiell ablehnte, sah er ab ca. 1930 die Beteiligung an Wahlen als einzig gangbaren Weg, um die Macht zu erlangen. Am 1. Juni 1931 trat er mit seiner „Liste Zelea Codreanu“ erstmals bei Parlamentswahlen an, konnte jedoch nur 1,1 % der Stimmen erringen.
Bereits wenige Monate später gelang ihm jedoch bei einer Nachwahl im Kreis Neamț der Einzug ins rumänische Parlament. In seiner Antrittsrede forderte er, dass Inhaber öffentlicher Ämter ehrlich arbeiten müssten. Auch sollte die Todesstrafe für diejenigen wieder eingeführt werden, die öffentliche Gelder veruntreuen oder „die nationalen Interessen schädigen“. Bei den Parlamentswahlen im Juli 1932 erreichte Codreanus Liste 2,4 % bzw. 5 Mandate; auch Codreanu selbst zog erneut ins Parlament ein.

## Persönlichkeit und Ideologie
Codreanu wurde von seinen Anhängern als freundlich, willensstark und energisch beschrieben. Obwohl nicht von überragender Intelligenz, verstand er es, seine Anhänger mitzureißen und wurde in seinem Umfeld rasch als unumstrittener Führer der nationalistischen Jugend anerkannt. Dabei war er – auch nach eigener Einschätzung – kein guter Redner. Persönlich pflegte und propagierte er einen ausgeprägt asketischen Lebensstil. So schrieb er 1936, dass er seit 14 Jahren „kein Theater, kein Kino, keine Bierkneipe, keinen Ball und keine Unterhaltung“ besucht habe.
Die politischen Ansichten und das Wirken Codreanus werden von den meisten Historikern als faschistisch eingeordnet. Kern seines Weltbildes war ein extremer Antisemitismus. Seiner Meinung nach trachtete die jüdische Minderheit danach, nach einem abgestimmten Plan die Rumänen sowie andere Völker zu unterdrücken und zu versklaven.
Liberale Presse, Demokratie und insbesondere den Kommunismus sah er als Mittel der Juden, um dies zu erreichen. Kommunismus und Judentum betrachtete er dabei als weitgehend synonym.
Die Juden (und die angeblich von den Juden korrumpierten rumänischen Eliten) wurden von ihm für praktisch alle Probleme des Landes verantwortlich gemacht. Ihnen schrieb er alle denkbaren negativen Charaktereigenschaften zu. In Verbindung mit der von ihm befürchteten „jüdischen Infiltration“ postulierte er eine auf Rumänien bezogene Blut-und-Boden-Ideologie.
Ähnlich dem Faschismus in anderen europäischen Ländern etablierte Codreanu auch in seiner Bewegung einen ausgiebigen Opfer- und Märtyrerkult. Bei Versammlungen der Legionärsbewegung wurden oft die Namen ihrer Gefallenen gerufen, woraufhin die Anwesenden laut „Hier!“ zu rufen hatten.
Aus den genannten Ansichten ergab sich eine schroffe Ablehnung der Demokratie und von Mehrheitsentscheidungen. Dies hielt Codreanu – ähnlich wie z. B. auch Hitler – nicht davon ab, sich auf rechtsstaatliche Prinzipien zu berufen, wenn es ihm opportun erschien.
Ein wesentlicher Unterschied zu anderen faschistischen Bewegungen lag bei der Legionärsbewegung in ihrer tiefen religiösen Verwurzelung, konkret im rumänisch-orthodoxen Glauben. Bereits die offizielle Benennung nach dem Erzengel Michael sollte der Bewegung offenbar eine religiöse Legitimation verleihen. Örtliche Geistliche nahmen oft in offizieller Funktion an Zeremonien der Legionärsbewegung teil. Vereinzelt wurde Codreanu sogar auf Ikonen abgebildet und von Gläubigen als Abgesandter des Erzengels Michael angesehen.
Bei den Parlamentswahlen von 1937 waren von den 103 Kandidaten, die für Codreanus Partei „Alles für das Vaterland“ antraten, 33 Priester. Allerdings dürfen die Verbindungen zwischen der Legionärsbewegung und der Rumänisch-Orthodoxen Kirche nicht überschätzt werden. So beklagte sich Codreanu anlässlich einer Wahl, dass die große Mehrheit der Priester seiner Bewegung feindlich gegenüberstünde.
Die Kirchenführung verhielt sich gegenüber Codreanu und seiner Bewegung ambivalent. Im August 1937 sandte der Patriarch Miron Cristea an Codreanu ein Schreiben, in dem er ihn segnete und zur Fortführung seiner Tätigkeit ermutigte. Wenig später trat Cristea als Ministerpräsident jedoch gegen die Eiserne Garde auf. Codreanu selbst war ausgesprochen religiös und betrachtete den orthodoxen Glauben keinesfalls nur als Mittel zum Zweck. Er suchte immer wieder spirituellen Halt durch Besuch von Klöstern, deren Nonnen und Mönche ihm wohlgesinnt waren, vor allem Neamț, Bistrița, Agapia  und Văratec.
Letztlich war es das Ziel Codreanus, „die Pseudo-Demokratie in Rumänien zu beseitigen und den rumänischen Staat durch eine autoritäre, im orthodoxen Christentum fest verwurzelte Führung zu erneuern.“ Diese Führung müsste durch eine entschlossene, moralisch saubere Elite erfolgen, die sich durch Kooptation erneuern sollte. Gleichzeitig sollte die Monarchie in Rumänien erhalten bleiben.

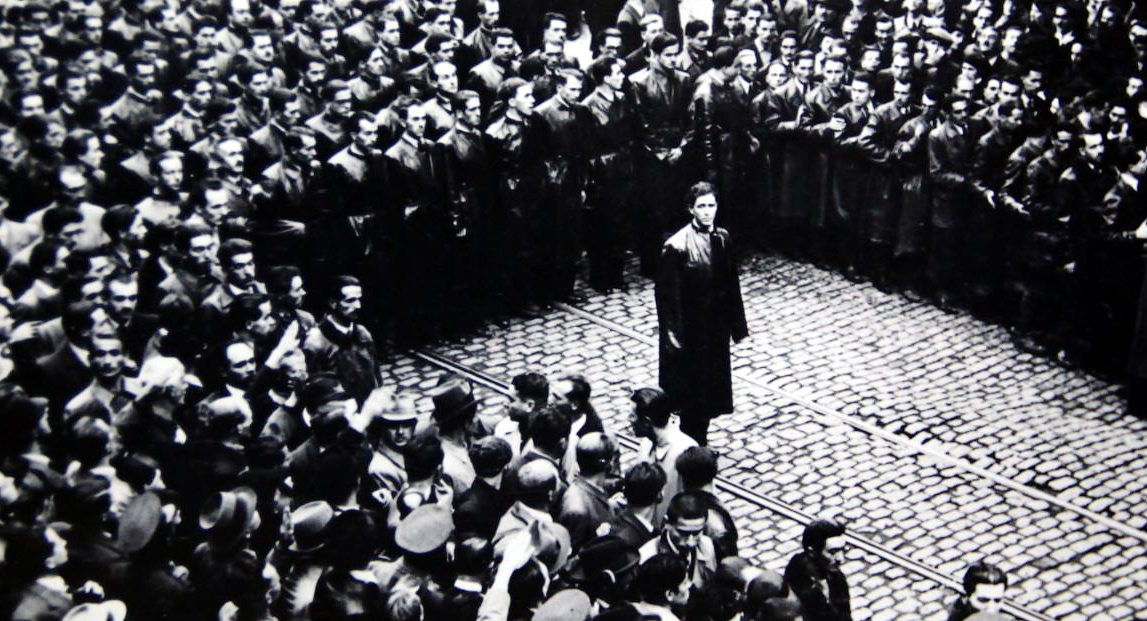
Codreanu bei einer Kundgebung der Legionärsbewegung in Bukarest (1937)

Im Hinblick auf Organisationsfragen vertrat Codreanu uneingeschränkt das Prinzip von Führer und Gefolgschaft, wobei er auch in seinen schriftlichen Äußerungen keinen Zweifel daran ließ, dass er sich als Führer seiner Bewegung sah.
Die Verbreitung politischer Programme stand bei Codreanu weniger im Vordergrund. Seine Legionärsbewegung war eher eine „große spirituelle Schule, die die rumänische Seele ändern und revolutionieren“ sollte. Das Ergebnis dieser Revolution sei die Entstehung eines „Neuen Menschen“, eines geistig und moralisch neuen Individuums, das in der Lage sei, die rumänische Nation wieder auferstehen zu lassen.
Die Juden beherrschen nach Meinung Codreanus die rumänische Nation und könnten dies nur durch das moralische Versagen der ethnischen Rumänen und durch die damit zusammenhängende Korruption ihrer politischen Klasse. Daraus folgte für ihn, dass das politische Leben nicht durch politische Parteiprogramme gebessert werden könne, solange die Rumänen nicht moralisch vollendet seien durch die Hinwendung zur christlichen Moral, zu Disziplin und zur Vaterlandsliebe.
Codreanu schrieb: „Ein neuer Staat setzt zuallererst und unbedingt eine neue Art Mensch voraus.“ Die Erziehung zum „Neuen Menschen“ sollte in der Basis der Legionärsbewegung, dem „Nest“ (rumänisch cuib) geschehen. Neben den aus Männern bestehenden Nestern gab es auch Frauen-, Jugend- und Kindernester, auch letztere getrennt nach Geschlecht.
Jedes Treffen eines Nestes begann mit Gebeten. Ein Nest bestand aus maximal 13 Mitgliedern, wurde geleitet von einem „Nestführer“ und hatte sich an sechs Regeln zu halten: Disziplin, Arbeit, Stille (Verschwiegenheit), gegenseitige Hilfe, Ehre und Bildung. Letztere wurde nicht als akademischer Wissenserwerb, sondern als Unterweisung in christlicher Moral, spirituellem Wachstum und Pflege des Nationalbewusstseins gesehen.
Codreanu glaubte, dass sich diese Prinzipien am besten in (freiwilligen) Arbeitslagern verwirklichen ließen. So betrieb die Legionärsbewegung 1936 z. B. 71 solcher großen Arbeitslager, abgesehen von tausenden kleineren Projekten. Dabei wurden Kirchen, Gemeindesäle, Schulen, Straßen, Brücken, Schutzdämme oder von den Legionären betriebene Herbergen gebaut oder erneuert.
Eine andere wichtige Aufgabe war, Bauern auf deren Feldern zu helfen. Codreanu wollte mit diesen Lagern auch Gräben zwischen Bauern, Arbeitern und Intellektuellen überwinden und letztere den Wert körperlicher Arbeit lehren. In den Lagern waren strenge Disziplin, militärischer Drill und Sparsamkeit vorgeschrieben; der Tag begann morgens um 5:30 Uhr mit gymnastischen Übungen. Abends fand Unterricht statt, der auf die moralische und spirituelle Entwicklung der Teilnehmer abzielte. Letztlich sollte in den Lagern eine gesunde nationale Elite dazu trainiert werden, die degenerierte politische Klasse und ihre jüdischen Verbündeten zu ersetzen.

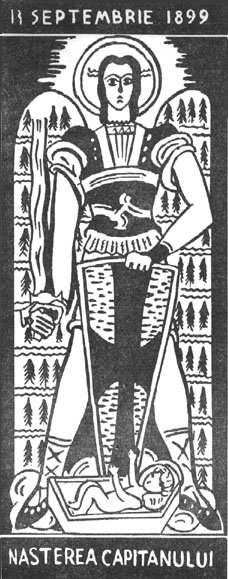
Ikonisierte Darstellung der Geburt Codreanus durch den Künstler Alexandru Bassarab

Der „Neue Mensch“ spielte auch eine zentrale Rolle in den ökonomischen Überlegungen Codreanus. Nach dessen Meinung hatten die Juden die Rumänen aus den wichtigsten wirtschaftlichen Positionen verdrängt.
1935 rief er einen „Kampf für legionären Handel“ ins Leben. Er behauptete – ähnlich den Nationalsozialisten in Deutschland –, nur der jüdische Handel sei profitorientiert. Dem stellte er einen „legionären“ oder „christlichen“ Handel gegenüber, der auf fairen Preisen, guter Qualität und Ehrlichkeit beruhen sollte. Auf dieser Basis entstanden in den nächsten Jahren Restaurants, Läden und Genossenschaften. Um seinen Einfluss in der Arbeiterklasse zu verstärken und den kommunistischer und anderer linker Ideen zurückzudrängen, gründete Codreanu ebenfalls 1935 das „Legionäre Arbeiter-Korps“ (Corpul Muncitoresc Legionar), eine Art Gewerkschaft.
Jedes neue Mitglied der Legionärsbewegung hatte einen Eid zu leisten. Anlässlich dessen erhielt es ein kleines Säckchen, das mit Erde von Schlachtfeldern aus der rumänischen Geschichte gefüllt war und das der Betreffende von nun an ständig auf der Brust tragen sollte.
Codreanu selbst ließ sich von seinen Anhängern als eine Art Prototyp des „Neuen Menschen“ darstellen, wozu nicht nur die erwähnten geistigen und moralischen Prinzipien, sondern auch Kategorien wie „Schönheit“ und „männliche Stärke“ gehörten.
Von seinen Anhängern wurde er als eine Art Heiliger verehrt. So schrieb sein späterer Nachfolger Horia Sima 1936 nach der Teilnahme an einer von Codreanu geleiteten Unterweisung: „Man konnte glauben, eine Szene der Heiligen Schrift zu erleben: Christus spricht am Ufer zur Menge.“ Diese Verklärungen wurden durch örtlich starke Verbindungen der Legionärsbewegung zur rumänisch-orthodoxen Kirche befördert.
Aber auch Intellektuelle schrieben Codreanu metaphysische Eigenschaften zu. So äußerte der Sozialwissenschaftler Traian Herseni: „Hunderte und tausende Jahre haben seine Geburt vorbereitet. Weitere hunderte und tausende Jahre werden nötig sein für die Erfüllung seiner Gebote. Aber die Gegenwart des Führers bildet von nun an die unerschütterliche Garantie, dass am Ende des Weges, den er beschreitet, die Ewige Stadt der Erlösung der Rumänen erreicht werden wird.“
Codreanu setzte seine charismatische Ausstrahlung bewusst für seine Zwecke ein und verstärkte sie durch den Einsatz verschiedener Riten, z. B. indem er in die von ihm besuchten Dörfer auf einem weißen Pferd einritt.
Außenpolitisch sympathisierte Codreanu unzweideutig mit den faschistischen Regimes in Italien und besonders im Deutschen Reich. Schon den Amtsantritt Adolf Hitlers hatte er in einer Erklärung eine „Erlösung für die europäische Ordnung und für die arische Kultur“ bezeichnet. Dies begründete er später explizit mit dem Vorgehen der deutschen Nationalsozialisten gegen die Juden.
Vor den Wahlen 1937 schrieb er: „Ich bin gegen die großen Demokratien des Westens...Ich bin für eine Außenpolitik Rumäniens an der Seite Roms und Berlins, an der Seite der Staaten der nationalen Revolutionen.“
Bis zu seinem Tod hielt Codreanu an der Vorstellung einer deutsch-italienisch-rumänischen Achse fest.

## Weiterer Aufstieg in den 1930er Jahren

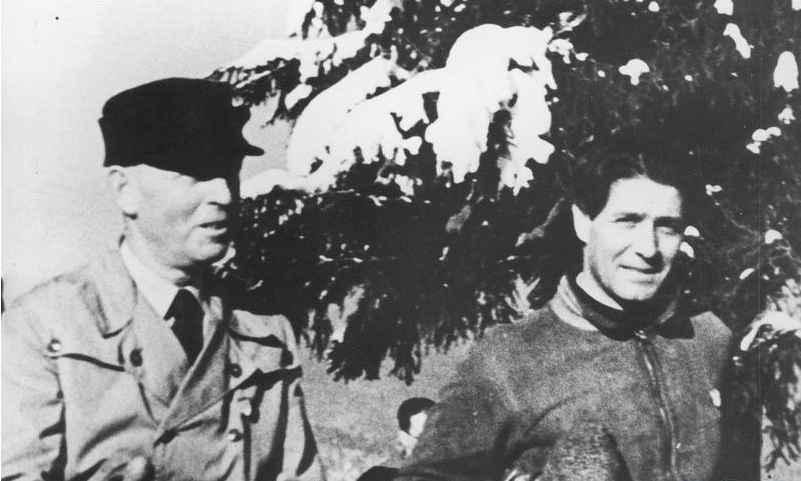
Codreanu (rechts) mit dem späteren Diktator Ion Antonescu (1935)

Im Jahr 1933 spitzten sich die Auseinandersetzungen zwischen der Legionärsbewegung und der Staatsgewalt zu. Im Mai kam es erneut zu antisemitischen Studentenunruhen. Im Juli ging die Regierung gegen Legionäre vor, die an einem Staudamm arbeiteten.
Am 10. Dezember 1933 – kurz vor den Parlamentswahlen – schließlich verbot der liberale Ministerpräsident Ion Duca die Eiserne Garde erneut. Daraufhin ermordeten drei Mitglieder der Eisernen Garde Duca am 29. Dezember 1933 im Bahnhof von Sinaia.
Codreanu wurde als mutmaßlicher Auftraggeber per Haftbefehl gesucht, konnte zunächst untertauchen, stellte sich aber am 15. März 1934 den Behörden. Ihm konnte im anschließenden Prozess jedoch keine Beteiligung am Mord nachgewiesen werden; er wurde am 5. April 1934 freigesprochen. Nach dem Verbot der Eisernen Garde bildete Codreanu rasch eine neue politische Partei, die er „Alles für das Vaterland“ (Totul pentru Țară) nannte; als deren Vorsitzenden benannte er den General Gheorghe Cantacuzino-Grănicerul.
Am 16. Juli 1936 töteten zehn Legionäre Mihai Stelescu, einen abtrünnigen Anhänger Codreanus. Auch hier blieb unklar, ob Codreanu in diesen Mord verwickelt war. Im Januar 1937 fielen zwei bekannte Legionäre, Ion I. Moța und Vasile Marin, im Spanischen Bürgerkrieg, wo sie auf der Seite von General Franco gekämpft hatten. Codreanu organisierte die Überführung der Leichen nach Rumänien und ihre feierliche Bestattung in Bukarest, um der rumänischen Bevölkerung das Heldentum seiner Garde zu demonstrieren. Der Helden- und Totenkult wurde dabei bis zum Exzess betrieben.
Durch ihre propagandistischen Erfolge gewann Codreanus Legionärsbewegung zunehmende Popularität und wurde nun zu einem Machtfaktor innerhalb des von ihr eigentlich abgelehnten politischen Systems. König Carol II., der seine Macht zu Lasten des Parlaments ausbauen wollte, betrachtete Codreanu zunächst als einen potentiellen Partner. Anfang 1937 führten beide geheime Verhandlungen, die daran scheiterten, dass Carol die Führung der Legionärsbewegung übernehmen wollte.

## Die Wahlen 1937 und die Folgen
Codreanus Partei „Alles für das Vaterland“ nutzte im Wahlkampf 1937 als erste im Land in größerem Umfang die Möglichkeiten und Mittel des modernen Wahlkampfes (Poster, Postkarten, Abzeichen, Symbole) und wurde bei den Wahlen im Dezember mit offiziell 15,6 % drittstärkste Kraft im rumänischen Parlament. Es gilt jedoch als sicher, dass die Partei ohne die von der Regierung veranlassten Wahlfälschungen den zweiten Platz erreicht hätte.
Bereits vor der Wahl ging Codreanu ein Bündnis mit Iuliu Maniu ein, dem Führer der Bauernpartei. Maniu galt ebenso wie Codreanu als unbestechlich; beide versuchten, König Carol II. und dessen Hofkamarilla an der weiteren Akkumulation persönlicher Macht zu hindern sowie fortgesetzten Wahlmanipulationen vorzubeugen. Da das bei den Wahlen zustande gekommene Parlament aufgrund der Mehrheitsverhältnisse weitgehend handlungsunfähig war, schienen baldige Neuwahlen unvermeidlich, für die Innenminister Armand Călinescu einen Sieg von Codreanus Partei prognostizierte. In dieser unübersichtlichen Situation ernannte Carol II. Octavian Goga zum Ministerpräsidenten, den Führer der eher kleinen National-Christlichen Partei. Codreanus früherer Kampfgefährte Alexandru C. Cuza erhielt einen Ministerposten. Als Innenminister wurde wieder Călinescu benannt, ein bekannter und entschlossener Gegner der Eisernen Garde. Die Regierung erließ eine Reihe antisemitischer Gesetze, die von Codreanu unterstützt wurden. Schon am 10. Februar 1938 entließ Carol II. die Regierung Goga, erklärte am 11. Februar die liberale Verfassung von 1923 für ungültig und erließ am 20. Februar eine neue Verfassung, die den Weg in die Errichtung einer Königsdiktatur ermöglichte. Carol verbot am 15. Februar alle politischen Parteien (damit auch „Alles für das Vaterland“), bildete eine Einheitspartei („Front der nationalen Wiedergeburt“) und ernannte den Patriarchen Miron Cristea zum Ministerpräsidenten sowie Armand Călinescu als „starken Mann“ zum Vizeministerpräsidenten. Am 21. Februar ordnete Codreanu die Auflösung seiner Partei an, um möglichst wenig Angriffsfläche für die beginnende Repressionswelle zu bieten. Er erwartete, dass seine Legionärsbewegung bald über den unpopulären König triumphieren würde. Auf der anderen Seite war er sich der Gefahr für seine Person bewusst; in einem Rundschreiben teilte er mit, er rechne mit seiner Ermordung. Carol und Călinescu hatten jedoch offenbar zunächst vor, Codreanu mit juristischen Mitteln politisch auszuschalten. Carol nahm z. B. Kontakt zum deutschen Gesandten in Bukarest, Wilhelm Fabricius, auf; offenbar wollte er erfahren, inwieweit Codreanu mit deutschen Stellen zusammenarbeitete.

## Festnahme, Prozess und Haft
Anlass für das Vorgehen gegen Codreanu war schließlich ein Brief, den dieser an sein früheres Vorbild Nicolae Iorga geschrieben hatte. Iorga war inzwischen als Berater des Königs tätig und hatte eine Pressekampagne gegen die Restaurants initiiert, die von Legionären betrieben wurden und diesen als Treffpunkte dienten. Dies hatte zur Schließung einiger dieser Lokale geführt. Codreanu bezichtigte nun in dem erwähnten Brief Iorga des Opportunismus, der Unaufrichtigkeit und des Verrats an den nationalen Idealen, die er einst seinen Studenten vermittelt hätte. Am 17. April 1938 wurde Codreanu – wie hunderte Legionäre in diesen Wochen – verhaftet und in einem kurzen Prozess zwei Tage später zu sechs Monaten Zwangsarbeit verurteilt. Dies war erst der Auftakt zu weiteren Maßnahmen gegen Codreanu; am 7. Mai wurde erneut gegen ihn Anklage erhoben, diesmal verbunden mit einer verstärkten Agitation gegen die Legionärsbewegung. Codreanu wurden Rebellion gegen den Staat, Hochverrat, Zusammenarbeit mit ausländischen Mächten gegen die Interessen des Staates sowie die Untergrabung der sozialen Ordnung vorgeworfen. Ein zentrales Beweisstück der Anklage war der angeblich in den Unterlagen Codreanus gefundene Entwurf eines Briefes von Anfang 1935, in dem Codreanu Hitler mitgeteilt haben soll, dass er in Rumänien eine Revolution auf nationalsozialistischer Grundlage und die anschließende außenpolitische Anlehnung Rumäniens an das Deutsche Reich plane. Codreanu bestritt vehement, einen solchen Brief geschrieben oder entworfen zu haben. Auch habe er keinerlei Beziehungen zur NSDAP unterhalten oder Unterstützung aus Deutschland erhalten. Als Entlastungszeugen traten unter anderem Iuliu Maniu sowie der spätere Machthaber Ion Antonescu auf. Nach diesem Prozess vor einem Militärgericht, der nicht rechtsstaatlichen Grundsätzen entsprach, wurde Codreanu am 26./27. Mai 1938 zu 10 Jahren Haft mit „schwerer Arbeit“ verurteilt. Eine Berufung Codreanus gegen dieses Urteil wurde am 16. Juni 1938 zurückgewiesen.
Nach der Verurteilung kam Codreanu zusammen mit 13 weiteren Legionären in Haft ins Gefängnis Doftana, am 15. September in ein kleines Gefängnis in Râmnicu Sărat. Diese 13 waren wegen der Morde an Ministerpräsident Duca (1933) und dem Dissidenten Stelescu (1936) verurteilt worden. Codreanu war eine gute Behandlung versprochen worden, sollte sich die Legionärsbewegung weiterer Gewalttaten enthalten. Tatsächlich musste er die „schwere Arbeit“, zu der er verurteilt worden war, nicht ausüben; auch durfte er vereinzelt Besuch von seinen Angehörigen erhalten. In der Haftzeit hatte Codreanu erhebliche gesundheitliche Probleme; eine Lungentuberkulose, an der er 1918 erkrankt war, brach wieder auf. Die rumänischen Sicherheitskräfte fürchteten trotz der Massenverhaftungen weitere bewaffnete Aktionen der Legionäre, auch möglicherweise mit dem Ziel der gewaltsamen Befreiung Codreanus.

## Ermordung
Am 28. November 1938 verübten fünf der Legionärsbewegung nahestehende Studenten einen Mordanschlag auf den Rektor der Universität Cluj, Florian Ștefănescu-Goangă. Dieser überlebte schwer verletzt, ein Polizist kam ums Leben. Dies war offenbar der Anlass für Carol II. und Călinescu, Codreanus Ermordung zu veranlassen.
Am 30. November gab die Regierung bekannt, dass Codreanu und seine 13 Mitinhaftierten in der vorangegangenen Nacht während eines Gefangenentransportes bei einem Fluchtversuch erschossen worden seien. Zuvor hätten bewaffnete Unbekannte den Transport angegriffen.

## Reaktionen auf die Ermordung Codreanus
Die Behauptung von der Tötung beim Fluchtversuch war von vornherein unglaubwürdig, so dass auch ohne nähere Erkenntnisse – die zunächst nicht vorlagen – von einem Mord ausgegangen werden musste. Über die Stimmung unter den Rumänen nach diesem Ereignis kann keine genaue Aussage getroffen werden, weil unter der Königsdiktatur weder Meinungs- noch Pressefreiheit gegeben waren. Die britische Presse teilte mit, dass die rumänische Öffentlichkeit auf die Ermordung Codreanus „mit Gleichgültigkeit“ reagiert hätte. Dagegen berichtete Carl August Clodius, der sich zur Wirtschaftsverhandlungen in Bukarest befand, davon, dass der Mord in fast in allen Bevölkerungskreisen gleichermaßen abgelehnt wurde. Er habe keinen rumänischen Politiker getroffen, der diese Tat zu rechtfertigen versucht habe.
Die Nachricht vom Tod Codreanus führte vorübergehend zu starken Spannungen zwischen Rumänien und dem Deutschen Reich. Vermutlich fürchtete Hitler, es könnte sich die Meinung bilden, er habe dem Mord seine Zustimmung erteilt, als König Carol ihm wenige Tage zuvor auf dem Berghof einen Besuch abgestattet hatte. Um diesem Eindruck entgegenzutreten, erlaubte Hitler dem Reichspropagandaminister Goebbels, in den Medien König Carol scharf anzugreifen. Erst im Januar 1939 wurden diese Verstimmungen wieder ausgeräumt.
Nahezu alle ehemaligen Führer der Eisernen Garde waren tot oder inhaftiert, so dass die in Rumänien verbliebenen Mitglieder weitgehend handlungsunfähig waren. Einigen Mitgliedern der Legionärsbewegung war die Flucht nach Deutschland gelungen, unter ihnen Horia Sima, der sich im internen Machtkampf um die Nachfolge Codreanus durchgesetzt hatte. Sie suchten nach Möglichkeiten, den Tod Codreanus zu rächen. Sima schickte eine Gruppe von Attentätern nach Rumänien, die Călinescu – der inzwischen Ministerpräsident geworden war – am 21. September 1939 in Bukarest erschossen. Die Regierung reagierte hierauf mit Massenverhaftungen und Massenhinrichtungen bereits verhafteter Legionäre. Erneut mussten zahlreiche Anhänger der Legionärsbewegung ins Ausland fliehen. Die Attentäter Călinescus wurden zu Tode gefoltert und ihre Leichen in Bukarest ausgestellt.
Die Lage änderte sich, als die Eiserne Garde unter Sima zunächst für kurze Zeit unter Carol II. (Juni/Juli 1940) und dann ab 6. September 1940 unter Marschall Ion Antonescu an der Regierung beteiligt wurde.
Um Codreanu wurde ein Kult etabliert sowie eine Untersuchungskommission eingesetzt, die seinen Tod aufklären sollte. Mehrere unmittelbar Beteiligte sagten aus, so dass das Geschehen recht gut rekonstruiert werden konnte. Demnach seien am 29. November 1938 gegen 22 Uhr abends Sicherheitskräfte aus Bukarest im Gefängnis von Râmnicu Sărat erschienen und hätten die 14 Legionäre auf zwei Lastkraftwagen verbracht, die Hände hinter dem Rücken an Bänke gefesselt.
Vorwand für den Transport war die Verlegung in das Gefängnis Jilava bei Bukarest. Codreanu und den anderen Legionären war es verboten zu sprechen. Hinter jedem Legionär saß ein Polizist. Auf der Fahrt Richtung Jilava gab ein Polizeimajor in einem Waldstück bei Tâncăbești dem anderen Auto ein Signal mit der Taschenlampe. Beide Wagen hielten. Die Polizisten zogen aus ihren Taschen je ein Seil, mit dem sie die vor ihnen sitzenden Legionäre erdrosselten. Dann fuhren die Lastkraftwagen weiter nach Jilava, wo bereits Gräber ausgehoben waren.
Den Erdrosselten wurden Schusswunden zugefügt; ein Amtsarzt bestätigte die gewünschte Diagnose. Dann erfolgte die vorläufige Bestattung. Bereits am nächsten Tag wurden die Leichen wieder ausgegraben, zur Unkenntlichmachung mit Schwefelsäure übergossen und erneut bestattet, diesmal unter einer 75 cm dicken Betondecke. Der Befehl für den Mord sei direkt von Călinescu gekommen, der wiederum von einem „Wunsch des Königs“ gesprochen habe.

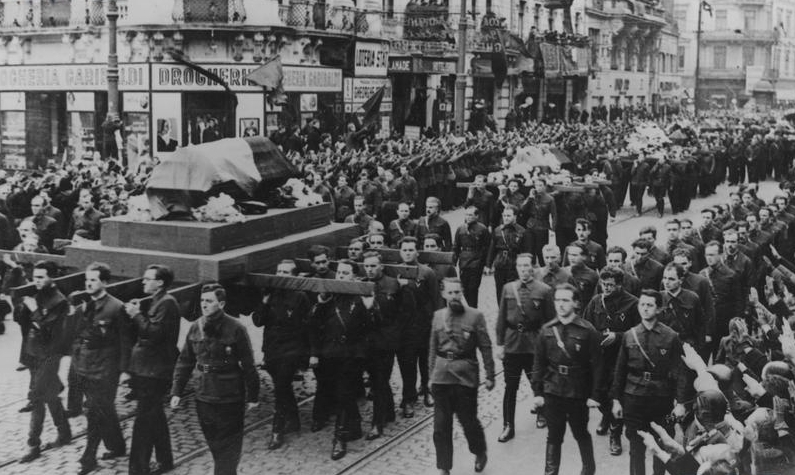
Bestattung Codreanus und seiner 13 Gefolgsleute am 30. November 1940 in Bukarest

Die Aussagen vor der Untersuchungskommission ermöglichten es, die Gräber freizulegen. Eine größere Gruppe von Legionären machte sich Ende November 1940 an die Arbeit. Von den Leichen war allerdings praktisch nichts mehr auffindbar. Den Legionären blieb nur, für die vorgesehene feierliche Bestattung 14 Särge mit Erde zu füllen.
Sie berichteten, die Überreste Codreanus anhand dreier kleiner Kreuze lokalisiert zu haben, die er immer um den Hals getragen hätte.
Entweder aus Wut oder vielleicht auch im Ergebnis einer vorherigen Planung, richteten Mitglieder dieser mit der Bergung der Leichen beschäftigten Gruppe in der Nacht zum 27. November 1940 ein Massaker unter denjenigen Insassen des Gefängnisses Jilava an, die sie für die Ermordung Codreanus und seiner Gefährten verantwortlich machten. Dabei kamen 64 Personen ums Leben, darunter der frühere Verteidigungsminister Gheorghe Argeșanu. Am gleichen Tag wurde auch Nicolae Iorga von Legionären ermordet. Am 30. November 1940 – genau zwei Jahre nach Codreanus Ermordung – wurden dessen Überreste in Bukarest in einem Staatsakt feierlich beigesetzt. An der Zeremonie nahmen Ion Antonescu, Horia Sima sowie aus Deutschland neben dem Gesandten Fabricius der Gauleiter von Wien, Baldur von Schirach, und der Leiter der Auslandsorganisation der NSDAP, Ernst Wilhelm Bohle, teil.

## Rezeption der Person Codreanus im weiteren Verlauf

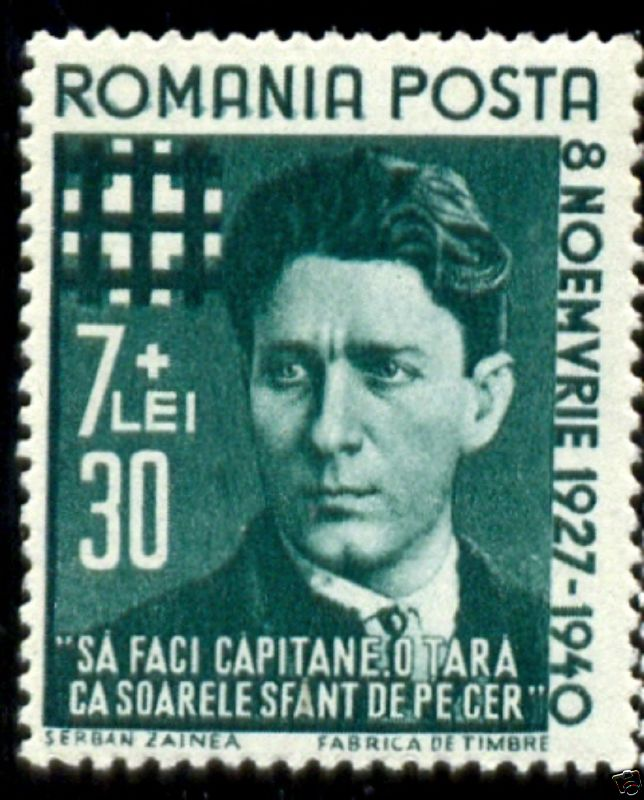
Briefmarke der rumänischen Post (1940)

Auch nach der Niederwerfung der Legionärsbewegung im Januar 1941 und der damit verbundenen Alleinherrschaft Antonescus bis 1944 behielt Codreanu seinen „Heldenstatus“ bei und wurde in der offiziellen Propaganda den Putschisten um Horia Sima positiv gegenübergestellt. Das als Pilgerort gedachte Grab Codreanus auf dem Gelände des „Grünen Hauses“ in Bukarest geriet jedoch weitgehend in Vergessenheit. Nach 1944 zerstörten die herrschenden Kommunisten das Mausoleum. Wo sich die Überreste Codreanus heute befinden, ist unbekannt.
Mitte/Ende der 1940er Jahre war die Legionärsbewegung für die kommunistische Partei der ideologische Hauptfeind, Codreanu wurde zur „Unperson“. Später spielte Codreanu im öffentlichen Diskurs des kommunistischen Rumäniens kaum eine Rolle; sowohl seine Person als auch die Verbreitung seiner Ansichten unter einem Teil der rumänischen Bevölkerung waren mit einem Tabu belegt.
Nach der Revolution 1989 entstand um Codreanu ein Kult, der allerdings im Wesentlichen auf rechtsextreme Kreise beschränkt blieb und nicht – wie im Falle Ion Antonescus – die Mitte der Gesellschaft erreichte.
Ideologische Bezüge zu Codreanu spielen heute auch in der europäischen extremen Rechten eine Rolle.

## Zitate
- „Jeder Jude, ob Händler, Intellektueller oder Bankier, war in seinem Wirkungskreis ein Agent der kommunistischen, gegen das rumänische Volk gerichteten Ideen.“[128] – Codreanu in seiner Schrift „Pentru legionari“ (1935).
- „Zwischen den Juden des Jassyer Kuckucksmarktes und den Juden hier in Straßburg konnte ich nicht den geringsten Unterschied entdecken: die gleiche Gestalt, das gleiche Benehmen, derselbe Tonfall, dieselben teuflischen Augen, mit den schmeichelnden Lippen, von denen man die nackte Gier ablesen konnte.“[129] – Codreanu in seiner Schrift „Pentru legionari“ (1935).

## Schriften
- Eiserne Garde. Brunnen-Verlag, Berlin 1939. (Digitalisat, 3. Auflage 1941)
- Handbuch für die Nester – Leitfaden für die Legionäre der Eisernen Garde, Regin-Verlag, Straelen, 2006, ISBN 3-937129-36-7 (Cărticica şefului de cuib; dt.).